# Ronald de Boer
Ronaldus de Boer, mais conhecido como Ronald de Boer ou apenas de Boer, (Hoorn, 15 de maio, 1970) é um ex-futebolista dos Países Baixos que atuava como meia e atacante.
Atuava como um meia-ofensivo mais pela direita, principalmente no memorável time do Ajax em 1995 e pelos Países Baixos nas copas de 1994 e 1998. Ronald é irmão gêmeo do jogador Frank de Boer que chegaram a jogar juntos na seleção nacional e no Ajax. Sem surpresa, dado o exposto, os de Boers jogaram juntos em mais de 400 ocasiões, a maioria das quais veio no Ajax (275), na seleção (56) e no Barcelona (41).

## Carreira

### Ajax
Ronald ainda criança começou na equipe juvenil do Ajax em Amsterdã. Ronald de Boer estreou no Ajax em 22 de novembro de 1987 contra o PEC Zwolle e marcou em seu primeiro jogo. Em sua primeira passagem pelo Ajax de 1988 a 1991, ele ganhou o título da Eredivisie em 1989-90 sob o comando do técnico Leo Beenhakker.

### Twente
Frank foi emprestado ao  Twente em meados de 1991 ao início de 1993. No Twente começou a se firmar como jogador, já que nos primeiros anos como profissional, jogou mais tempo como reserva  do que como titular. Pelos Reds, fez 52 jogos e 22 gols, e conseguiu sua primeira convocação para a seleção holandesa.

### Retorno ao Ajax
Ronald retornou ao Ajax sob o comando de Louis van Gaal e teve seu período de maior sucesso como jogador, vencendo três títulos consecutivos da Eredivisie em 1993-94 , 1994-95 e 1995-96. Ele também ganhou a Liga dos Campeões da UEFA de 1995, a Copa Intercontinental de 1995 e a Supercopa da UEFA de 1995. Ele também foi vice-campeão da Liga dos Campeões da UEFA de 1996, onde o Ajax perdeu nos pênaltis para a Juventus de Turim

### Barcelona
Em 14 de janeiro de 1999 mudou-se para Barcelona pela soma de € 7,5milhões  de euros foi contratado pelo Barcelona, juntamente com o seu irmão Frank, onde só conseguiu vencer uma La Liga, juntamente com vários holandeses, como Patrick Kluivert, Phillip Cocu e Boudewijn Zenden, ficou apenas uma temporada e meia no Barça, saindo em janeiro de 2001 vendido pelo valor de € 5 500 000 para o Glasgow Rangers depois de disputar 55 jogos oficiais nos quais marcou 3 gols e conquistou dois títulos.

### Rangers
Em janeiro de 2001 foi contratado pelo valor de € 5 500 000 junto ao Rangers da Escócia, ele optou por se juntar à legião holandesa no Rangers sob o comando de Dick Advocaat.
Uma lesão fez com que ele jogasse um pouco menos, mas normalmente era titular. Em sua segunda temporada, De Boer ganhou a Copa da Escócia e a Copa da Liga Escocesa com o Rangers. Em 2002/2003 De Boer igualou sua temporada mais produtiva com 33 partidas e dezesseis gols. Ele ganhou o título da liga escocesa e novamente as duas copas escocesas. Sua quarta e última temporada com o Glasgow Rangers foi uma em que ele jogou 16 jogos no campeonato. Durante a segunda metade da temporada, seu irmão Frank também se juntou ao elenco do clube escocês.

### Al-Rayyan
Os irmãos De Boer se juntaram ao Al-Rayyan no verão de 2004, vencendo a Copa do Emir do Catar de 2005.

### Al-Shamal
A dupla mudou-se para o Al-Shamal um ano depois, presumivelmente em um acordo com o BOGOF, Ronald jogou três temporadas até aposentar-se.

### Aposentadoria
Aposentou-se do futebol no dia 19 de janeiro de 2008, após rescindir seu contrato com o Al-Shamal.

## Títulos
Ajax
- Campeonato dos Países Baixos : 1990, 1994, 1995, 1996, 1998
- Copa dos Países Baixos : 1998
- Johan Cruijff Shield : 1993, 1994, 1995
- Liga dos Campeões da UEFA: 1994–95
- Supertaça da UEFA : 1995
- Copa Intercontinental : 1995

Barcelona
- La Liga : 1998–99

Rangers
- Campeonato da Escócia : 2003
- Copa da Escócia : 2002, 2003
- Taça da Liga da Escócia : 2002, 2003

Al Rayyan
- Emir of Qatar Cup: 2005

Individual
- Dutch Footballer of the Year: 1994, 1996
- Ballon d'Or: 1996 (28th), 1998 (21st)

## Jogos com a Seleção Holandesa
| Nº | Data                    | Competição                          | Local                          |               | Placar | Adversário     | Golos  |
| -- | ----------------------- | ----------------------------------- | ------------------------------ | ------------- | ------ | -------------- | ------ |
| 1  | 24 de março de 1993     | Eliminatórias da Copa do Mundo FIFA | Utrecht (Países Baixos)        | Países Baixos | 6 – 0  | San Marino     | 1 (1)  |
| 2  | 22 de setembro de 1993  | Eliminatórias da Copa do Mundo FIFA | Bologna (Itália)               | Países Baixos | 7 – 0  | San Marino     | 1 (2)  |
| 3  | 22 de setembro de 1993  | Eliminatórias da Copa do Mundo FIFA | Amsterdã (Países Baixos)       | Países Baixos | 2 – 0  | Inglaterra     |        |
| 4  | 17 de novembro de 1993  | Eliminatórias da Copa do Mundo FIFA | Poznań (Polónia)               | Países Baixos | 3 – 1  | Polónia        | 1 (3)  |
| 5  | 19 de janeiro de 1994   | Amistoso                            | Tunes (Tunísia)                | Países Baixos | 2 – 2  | Tunísia        |        |
| 6  | 20 de abril de 1994     | Amistoso                            | Tilburgo (Países Baixos)       | Países Baixos | 0 – 1  | Irlanda        |        |
| 7  | 27 de maio de 1994      | Amistoso                            | Utrecht (Países Baixos)        | Países Baixos | 3 – 1  | Escócia        |        |
| 8  | 1 de junho de 1994      | Amistoso                            | Eindhoven (Países Baixos)      | Países Baixos | 7 – 1  | Hungria        |        |
| 9  | 12 de junho de 1994     | Amistoso                            | Toronto (Canadá)               | Países Baixos | 3 – 0  | Canadá         |        |
| 10 | 20 de junho de 1994     | Copa do Mundo FIFA                  | Washington DC (Estados Unidos) | Países Baixos | 2 – 1  | Arábia Saudita |        |
| 11 | 25 de junho de 1994     | Copa do Mundo FIFA                  | Orlando (Estados Unidos)       | Países Baixos | 0 – 1  | Bélgica        |        |
| 12 | 9 de julho de 1994      | Copa do Mundo FIFA                  | Dallas (Estados Unidos)        | Países Baixos | 2 – 3  | Brasil         |        |
| 13 | 7 de setembro de 1994   | Eliminatórias do Campeonato Europeu | Luxemburgo (Luxemburgo)        | Países Baixos | 4 – 0  | Luxemburgo     | 2 (5)  |
| 14 | 12 de outubro de 1994   | Eliminatórias do Campeonato Europeu | Oslo (Noruega)                 | Países Baixos | 1 – 1  | Noruega        |        |
| 15 | 14 de dezembro de 1994  | Eliminatórias do Campeonato Europeu | Roterdã (Países Baixos)        | Países Baixos | 5 – 0  | Luxemburgo     | 1 (6)  |
| 16 | 29 de março de 1995     | Eliminatórias do Campeonato Europeu | Roterdã (Países Baixos)        | Países Baixos | 4 – 0  | Malta          |        |
| 17 | 26 de abril de 1995     | Eliminatórias do Campeonato Europeu | Praga (República Tcheca)       | Países Baixos | 1 – 3  | Tchéquia       |        |
| 18 | 7 de junho de 1995      | Eliminatórias do Campeonato Europeu | Minsk (Bielorrússia)           | Países Baixos | 0 – 1  | Bielorrússia   |        |
| 19 | 6 de setembro de 1995   | Eliminatórias do Campeonato Europeu | Roterdã (Países Baixos)        | Países Baixos | 1 – 0  | Bielorrússia   |        |
| 20 | 11 de outubro de 1995   | Eliminatórias do Campeonato Europeu | Ta' Qali (Malta)               | Países Baixos | 4 – 0  | Malta          |        |
| 21 | 15 de novembro de 1995  | Eliminatórias do Campeonato Europeu | Roterdã (Países Baixos)        | Países Baixos | 3 – 0  | Noruega        |        |
| 22 | 13 de dezembro de 1995  | Eliminatórias do Campeonato Europeu | Liverpool (Inglaterra)         | Países Baixos | 2 – 0  | Irlanda        |        |
| 23 | 29 de maio de 1996      | Amistoso                            | Tilburgo (Países Baixos)       | Países Baixos | 2 – 0  | China          |        |
| 24 | 4 de junho de 1996      | Amistoso                            | Roterdã (Países Baixos)        | Países Baixos | 3 – 1  | Irlanda        |        |
| 25 | 10 de junho de 1996     | Campeonato Europeu                  | Birmingham (Inglaterra)        | Países Baixos | 0 – 0  | Escócia        |        |
| 26 | 13 de junho de 1996     | Campeonato Europeu                  | Birmingham (Inglaterra)        | Países Baixos | 2 – 0  | Suíça          |        |
| 27 | 18 de junho de 1996     | Campeonato Europeu                  | Londres (Inglaterra)           | Países Baixos | 1 – 4  | Inglaterra     |        |
| 28 | 22 de junho de 1996     | Campeonato Europeu                  | Liverpool (Inglaterra)         | Países Baixos | 0 – 0  | França         |        |
| 29 | 31 de agosto de 1996    | Amistoso                            | Amsterdã (Países Baixos)       | Países Baixos | 2 – 2  | Brasil         | 1 (7)  |
| 30 | 5 de outubro de 1996    | Eliminatórias da Copa do Mundo FIFA | Cardiff (País de Gales)        | Países Baixos | 3 – 1  | País de Gales  | 1 (8)  |
| 31 | 9 de novembro de 1996   | Eliminatórias da Copa do Mundo FIFA | Eindhoven (Países Baixos)      | Países Baixos | 7 – 1  | País de Gales  | 1 (9)  |
| 32 | 14 de dezembro de 1996  | Eliminatórias da Copa do Mundo FIFA | Bruxelas (Bélgica)             | Países Baixos | 3 – 0  | Bélgica        |        |
| 33 | 26 de fevereiro de 1997 | Amistoso                            | Paris (França)                 | Países Baixos | 1 – 2  | França         |        |
| 34 | 2 de abril de 1997      | Eliminatórias da Copa do Mundo FIFA | Bursa (Turquia)                | Países Baixos | 0 – 1  | Turquia        |        |
| 35 | 30 de abril de 1997     | Eliminatórias da Copa do Mundo FIFA | Serravalle (San Marino)        | Países Baixos | 6 – 0  | San Marino     |        |
| 36 | 6 de setembro de 1997   | Eliminatórias da Copa do Mundo FIFA | Roterdã (Países Baixos)        | Países Baixos | 3 – 1  | Bélgica        |        |
| 37 | 21 de fevereiro de 1998 | Amistoso                            | Miami (Estados Unidos)         | Países Baixos | 2 – 0  | Estados Unidos | 1 (10) |
| 38 | 24 de fevereiro de 1998 | Amistoso                            | Miami (Estados Unidos)         | Países Baixos | 3 – 2  | México         |        |
| 39 | 27 de maio de 1998      | Amistoso                            | Arnhem (Países Baixos)         | Países Baixos | 0 – 0  | Camarões       |        |
| 40 | 1 de junho de 1998      | Amistoso                            | Eindhoven (Países Baixos)      | Países Baixos | 5 – 1  | Paraguai       |        |
| 41 | 5 de junho de 1998      | Amistoso                            | Amsterdã (Países Baixos)       | Países Baixos | 5 – 1  | Nigéria        |        |
| 42 | 13 de junho de 1998     | Copa do Mundo FIFA                  | Paris (França)                 | Países Baixos | 0 – 0  | Bélgica        |        |
| 43 | 20 de junho de 1998     | Copa do Mundo FIFA                  | Marselha (França)              | Países Baixos | 5 – 0  | Coreia do Sul  | 1 (11) |
| 44 | 25 de junho de 1998     | Copa do Mundo FIFA                  | Saint-Étienne (França)         | Países Baixos | 2 – 2  | México         | 1 (12) |
| 45 | 29 de junho de 1998     | Copa do Mundo FIFA                  | Toulouse (França)              | Países Baixos | 2 – 1  | Iugoslávia     |        |
| 46 | 4 de julho de 1998      | Copa do Mundo FIFA                  | Marselha (França)              | Países Baixos | 2 – 1  | Argentina      |        |
| 47 | 7 de julho de 1998      | Copa do Mundo FIFA                  | Marselha (França)              | Países Baixos | 1 – 1  | Brasil         |        |
| 48 | 10 de outubro de 1998   | Amistoso                            | Eindhoven (Países Baixos)      | Países Baixos | 2 – 0  | Peru           |        |
| 49 | 13 de outubro de 1998   | Amistoso                            | Arnhem (Países Baixos)         | Países Baixos | 0 – 0  | Gana           |        |
| 50 | 10 de fevereiro de 1999 | Amistoso                            | Paris (França)                 | Países Baixos | 0 – 0  | Portugal       |        |
| 51 | 5 de junho de 1999      | Amistoso                            | Salvador (Brasil)              | Países Baixos | 2 – 2  | Brasil         |        |
| 52 | 8 de junho de 1999      | Amistoso                            | Goiânia (Brasil)               | Países Baixos | 1 – 3  | Brasil         |        |
| 53 | 18 de agosto de 1999    | Amistoso                            | Copenhaga (Dinamarca)          | Países Baixos | 0 – 0  | Dinamarca      |        |
| 54 | 4 de setembro de 1999   | Amistoso                            | Roterdã (Países Baixos)        | Países Baixos | 5 – 5  | Bélgica        |        |
| 55 | 9 de outubro de 1999    | Amistoso                            | Amsterdã (Países Baixos)       | Países Baixos | 2 – 2  | Brasil         |        |
| 56 | 13 de novembro de 1999  | Amistoso                            | Eindhoven (Países Baixos)      | Países Baixos | 1 – 1  | Tchéquia       |        |
| 57 | 23 de fevereiro de 2000 | Amistoso                            | Amsterdã (Países Baixos)       | Países Baixos | 2 – 1  | Alemanha       |        |
| 58 | 4 de junho de 2000      | Amistoso                            | Lausana (Suíça)                | Países Baixos | 3 – 1  | Polónia        |        |
| 59 | 11 de junho de 2000     | Campeonato Europeu                  | Amsterdã (Países Baixos)       | Países Baixos | 1 – 0  | Tchéquia       |        |
| 60 | 11 de junho de 2000     | Campeonato Europeu                  | Roterdã (Países Baixos)        | Países Baixos | 3 – 0  | Dinamarca      | 1 (13) |
| 61 | 25 de junho de 2000     | Campeonato Europeu                  | Roterdã (Países Baixos)        | Países Baixos | 6 – 1  | Iugoslávia     |        |
| 62 | 2 de setembro de 2000   | Eliminatórias da Copa do Mundo FIFA | Amsterdã (Países Baixos)       | Países Baixos | 2 – 2  | Irlanda        |        |
| 63 | 7 de outubro de 2000    | Eliminatórias da Copa do Mundo FIFA | Nicósia (Chipre)               | Países Baixos | 4 – 0  | Chipre         |        |
| 64 | 10 de novembro de 2001  | Amistoso                            | Copenhaga (Dinamarca)          | Países Baixos | 1 – 1  | Dinamarca      |        |
| 65 | 13 de fevereiro de 2002 | Amistoso                            | Amsterdã (Países Baixos)       | Países Baixos | 1 – 1  | Inglaterra     |        |
| 66 | 16 de outubro de 2002   | Eliminatórias do Campeonato Europeu | Viena (Áustria)                | Países Baixos | 3 – 0  | Áustria        |        |
| 67 | 2 de abril de 2003      | Eliminatórias do Campeonato Europeu | Tiraspol (Moldávia)            | Países Baixos | 2 – 1  | Moldávia       |        |